# Keisha Buchanan
Keisha Kerreece Fayeanne Buchanan (născută Kiesha Kerreece Fayeanne Brown pe 26 septembrie 1984 în Westminster, Londra este o cântăreață, fondatoare a grupului Sugababes din care face parte până la momentul actual. După concedierea sa de către managerul trupei în 2009 și până în 2012, Keisha a încercat să își construiască o carieră solo. În anul 2012, ea împreună cu Mutya Buena și Siobhán Donaghy, membrele originale Sugababes, s-au reunit sub numele MKS (Mutya Keisha Siobhan). După procese legale, cele trei și-au redobândit dreptul la numele Sugababes în anul 2019 și activează și în prezent.
1. ↑  Keisha Buchanan, Discogs, accesat în 9 octombrie 2017